# Acqua Vera
Acqua Vera è un'azienda produttrice di acqua minerale, fondata a San Giorgio in Bosco (PD) nel 1979. Fa parte del gruppo Sicon.

## Storia
È stata fondata nel 1979 a San Giorgio in Bosco, in provincia di Padova da Lino Pasquale. Raggiunge molto presto il successo nel 1991 e nel 1998 vince l'Oscar dell'imballaggio per due modelli di bottiglia creati dall'azienda. Nel 2005 viene rilevata dalla Nestlé per passare successivamente alla Sicon della famiglia Quagliuolo nel 2020.

## Sponsorizzazioni
Dal 1991 al 1996 è stata lo sponsor ufficiale del calcio Padova in Serie A e in Serie B. Nel 1991, inoltre, ha sponsorizzato lo show di prima serata di Rai 1 Varietà, condotto da Pippo Baudo.

## Fonti
- San Giorgio in Bosco (Provincia di Padova) "In Bosco"
- Santo Stefano Quisquina (Libero consorzio comunale di Agrigento) "Santa Rosalia"
- Castrocielo (Provincia di Frosinone) "Naturae"